# Aymen Bouguerra (football)
Pour les articles homonymes, voir Aymen Bouguerra et Bouguerra.
Aymen Bouguerra (en arabe : أيمن بوقرة) est un footballeur algérien né le 10 janvier 1997 à Bordj Ghedir dans la wilaya de Bordj Bou Arreridj. Il évolue au poste d'arrière droit au MC Alger.

## Biographie

### En club
Il évolue en première division algérienne avec son club formateur, le Paradou AC
Il participe à la Coupe de la confédération saison 2019-20 avec le Paradou. Il joue 6 matchs en inscrivant un but dans cette compétition africaine.

### En équipe nationale
- Il participe avec l'équipe d'Algérie des moins de 23 ans au championnat d'Afrique du nord de 2018 et 2019[3].

- Vainqueur de la Coupe Arabe de la FIFA en 2021.

## Statistiques

### En club
| Saison                | Club                  | Championnat           | Championnat | Championnat | Championnat | Coupe(s) nationale(s) | Coupe(s) nationale(s) | Coupe(s) nationale(s) | Compétition(s) continentale(s) | Compétition(s) continentale(s) | Compétition(s) continentale(s) | Compétition(s) continentale(s) | Autres compétitions | Autres compétitions | Autres compétitions | Autres compétitions | Total | Total | Total |
| Saison                | Club                  | Division              | M.          | B.          | P.d.        | M.                    | B.                    | P.d.                  | Comp.                          | M.                             | B.                             | P.d.                           | Comp.               | M.                  | B.                  | P.d.                | M.    | B.    | P.d.  |
| 2016-2017             | Paradou AC            | Ligue 2               | 1           | 0           | 0           | -                     | -                     | -                     | -                              | -                              | -                              | -                              | -                   | -                   | -                   | -                   | 1     | 0     | 0     |
| 2017-2018             | Paradou AC            | Ligue 1               | 8           | 0           | 0           | 1                     | 0                     | 0                     | -                              | -                              | -                              | -                              | -                   | -                   | -                   | -                   | 9     | 0     | 0     |
| 2018-2019             | Paradou AC            | Ligue 1               | 12          | 0           | 1           | 4                     | 1                     | 0                     | -                              | -                              | -                              | -                              | -                   | -                   | -                   | -                   | 16    | 1     | 1     |
| 2019-2020             | Paradou AC            | Ligue 1               | 11          | 0           | 0           | 2                     | 0                     | 0                     | CAF2                           | 8                              | 1                              | 0                              | -                   | -                   | -                   | -                   | 21    | 1     | 0     |
| 2020-2021             | Paradou AC            | Ligue 1               | 31          | 2           | 2           | 1                     | 0                     | 0                     | -                              | -                              | -                              | -                              | -                   | -                   | -                   | -                   | 32    | 2     | 2     |
| 2021-2022             | Paradou AC            | Ligue 1               | 27          | 0           | 2           | -                     | -                     | -                     | -                              | -                              | -                              | -                              | -                   | -                   | -                   | -                   | 27    | 0     | 2     |
| Sous-total            | Sous-total            | Sous-total            | 90          | 2           | 5           | 8                     | 1                     | 0                     | -                              | 8                              | 1                              | 0                              | -                   | -                   | -                   | -                   | 106   | 4     | 5     |
| 2022-2023             | CR Belouizdad         | Ligue 1               | 17          | 2           | 2           | 2                     | 0                     | 0                     | CAF                            | 6                              | 0                              | 0                              | -                   | -                   | -                   | -                   | 25    | 2     | 2     |
| 2023-2024             | CR Belouizdad         | Ligue 1               | 3           | 0           | 0           | -                     | -                     | -                     | CAF                            | 1                              | 0                              | 0                              | UAFA                | 2                   | 1                   | 0                   | 6     | 1     | 0     |
| Sous-total            | Sous-total            | Sous-total            | 20          | 2           | 2           | 2                     | 0                     | 0                     | -                              | 7                              | 0                              | 0                              | -                   | 2                   | 1                   | 0                   | 31    | 3     | 2     |
| 2023-2024             | CS Constantine (prêt) | Ligue 1               | 10          | 1           | 0           | 4                     | 0                     | 1                     | -                              | -                              | -                              | -                              | -                   | -                   | -                   | -                   | 14    | 1     | 1     |
| 2024-2025             | CS Constantine        | Ligue 1               | 20          | 0           | 1           | 1                     | 0                     | 0                     | CAF2                           | 5                              | 0                              | 0                              | -                   | -                   | -                   | -                   | 26    | 0     | 1     |
| Sous-total            | Sous-total            | Sous-total            | 30          | 1           | 1           | 5                     | 0                     | 1                     | -                              | 5                              | 0                              | 0                              | -                   | -                   | -                   | -                   | 40    | 1     | 2     |
| 2025-2026             | MC Alger              | Ligue 1               | -           | -           | -           | -                     | -                     | -                     | CAF                            | -                              | -                              | -                              | -                   | -                   | -                   | -                   | 0     | 0     | 0     |
| Total sur la carrière | Total sur la carrière | Total sur la carrière | 140         | 5           | 8           | 15                    | 1                     | 1                     | -                              | 20                             | 1                              | 0                              | -                   | 2                   | 1                   | 0                   | 177   | 8     | 9     |

## Palmarès

### Palmarès en club
| Paradou AC (1)                    | CR Belouizdad (1)                                                                               |
| --------------------------------- | ----------------------------------------------------------------------------------------------- |
| - Ligue 2 (1) : - Champion : 2017 | - Ligue 1 (1) : - Champion : 2023 - Vice-champion : 2024 - Coupe d'Algérie : - Finaliste : 2023 |

### En sélection nationale
Avec la sélection algérienne, Aimen Bouguerra remporte la Coupe arabe de la FIFA 2021.
| Algérie (1)                                      |
| ------------------------------------------------ |
| - Coupe Arabe de la FIFA (1) - Vainqueur en 2021 |